# Reichsstraße 338
Die Reichsstraße 338 (R 338) war bis 1945 eine Reichsstraße des Deutschen Reichs, die vollständig im heutigen österreichischen Bundesland Steiermark verlief. Die Straße nahm ihren Anfang in Trieben an der damaligen Reichsstraße 332 und führte als heutige Schoberpass Straße B 113 über den Schoberpass nach St. Michael in Obersteiermark, wo sie an der damaligen Reichsstraße 116 endete.
Ihre Gesamtlänge betrug rund 50 Kilometer.